# TP-Link

TP-Link logtyp sedan 2016

TP-Link är en tillverkare av utrustning och lösningar specialiserade på nätverkskommunikation, konsument elektronik och video övervakning.

## Historia
| Ägandeform   | Privat            |
| Grundat      | 1996, 27 år sedan |
| Huvudkontor  | Singapore         |
| Nyckelperson | Jeffery Chao      |

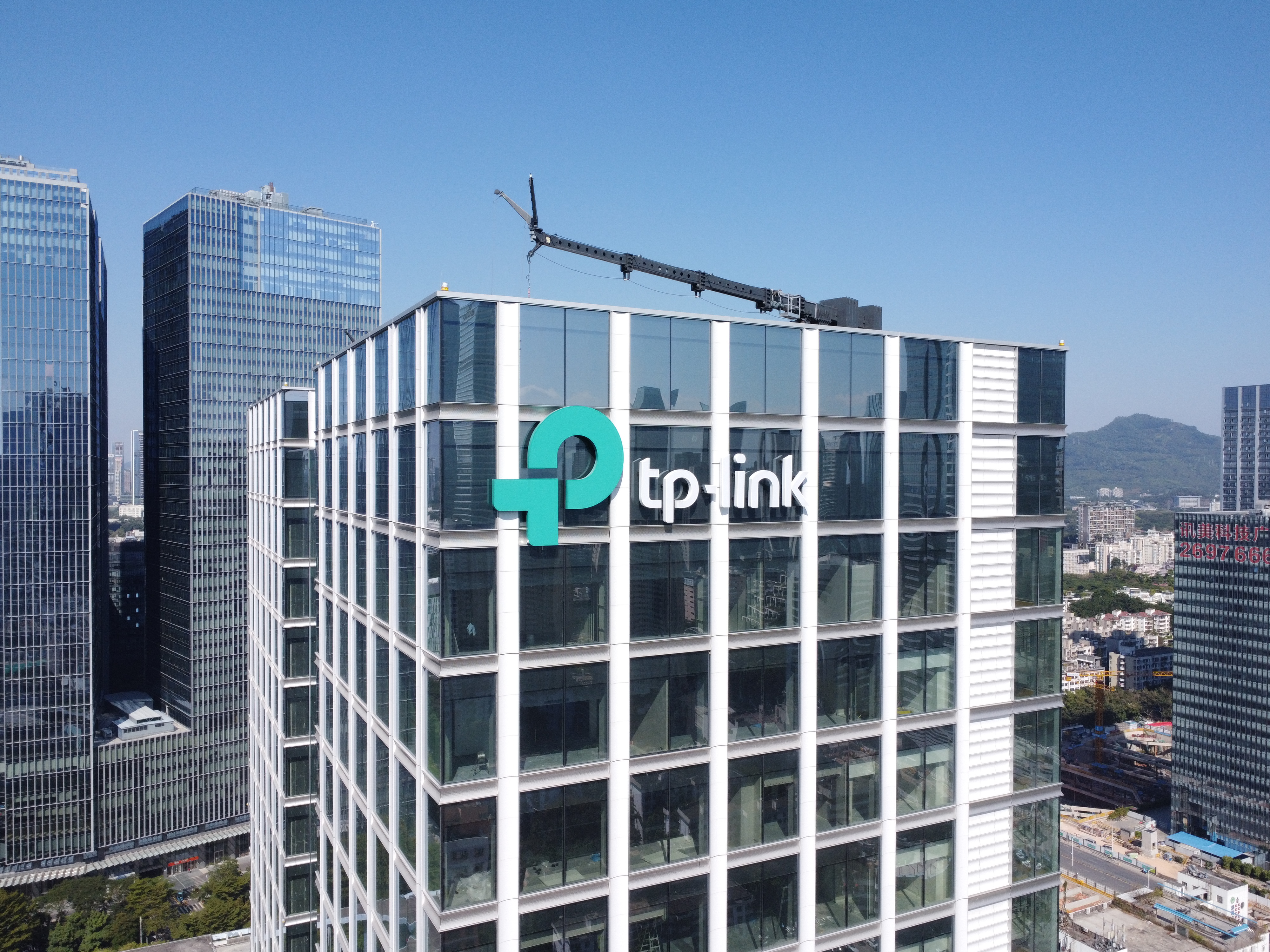

TP-Link grundades 1996 av två bröder, Zhào Jiànjūn (赵建军) och Zhào Jiāxīng (赵佳兴), för att producera och marknadsföra ett nätverkskort som de hade utvecklat. Företagsnamnet baserades på konceptet twisted pair-kablar, ett slags elektromagnetiskt störningsskyddade kablar, därav ”TP” i företagsnamnet.
TP-Link började sin första internationella expansion 2005. 2007 öppnades TP-Link Nordic AB och samtidigt flyttade moderbolaget in i sin 100 000 m² stora fabrik i Shenzhens Hi-Tech Industry Park. TP-Link USA etablerades 2008.
I september 2016 bytte TP-Link sin logotyp och slogan, ”Reliably Smart”; den nya logotypen är avsedd att visa företaget som ett livsstilsorienterat varumärke som expanderar in i det ”smarta hemmet”.

## Produktsortiment

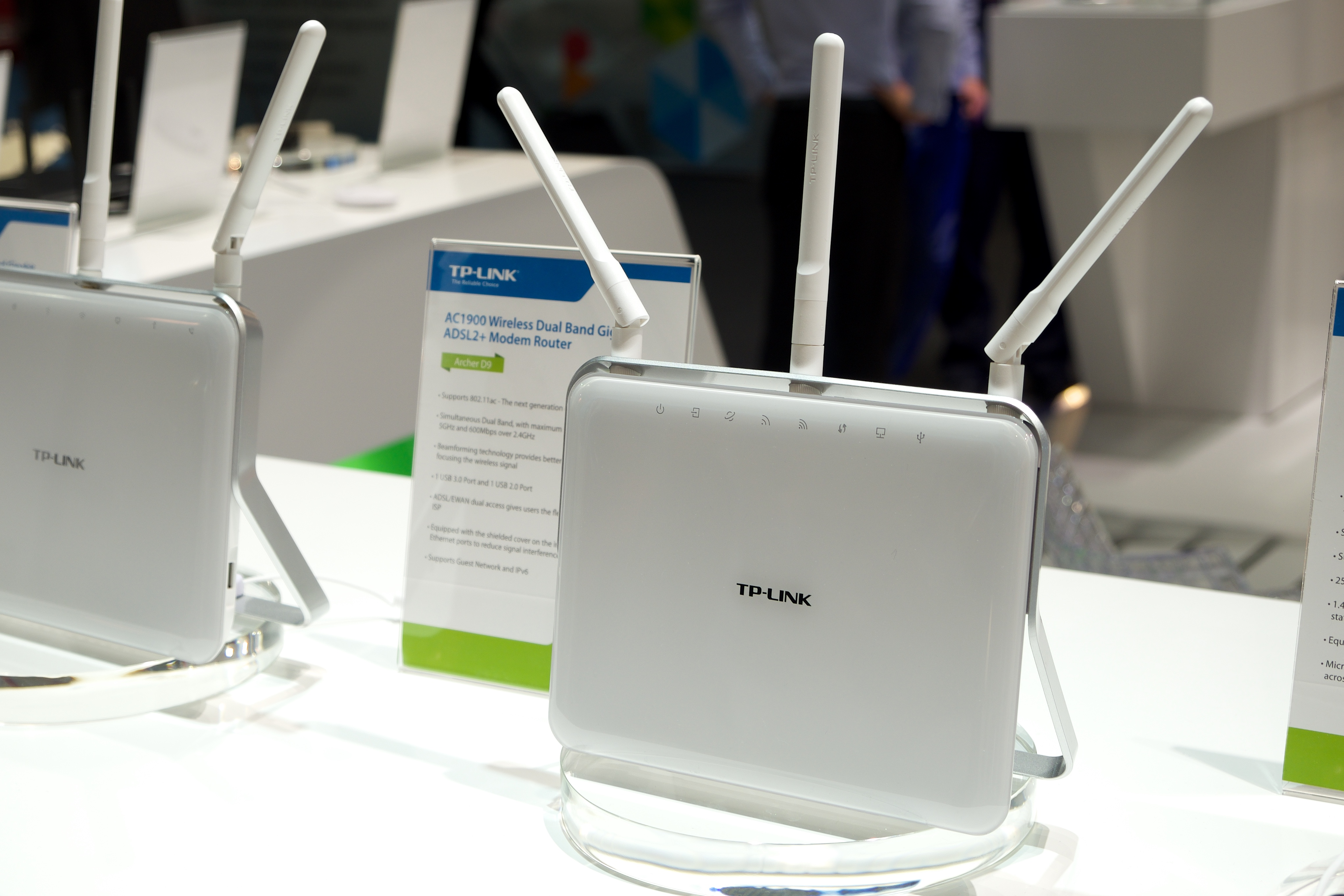
TP-LINK AC1900 Wireless Dual Band Gigabit ADSL2+ Modem Router

TP-Link producerar bland annat router, mobiltelefoner, ADSL, repeater, nätverksswitchar, meshnät, smart plug, IP-kameror, ledlampa, Power-line kommunikation, printservrar, mediakonverterare, trådlösa adaptrar och powerbank. TP-Link tillverkar även Googleroutern Onhub. 2016 lanserade TP-Link det nya märket Neffos för smarta telefoner. Företaget tillverkar produkter för smarta hem under sitt varumärke Kasa.
Produkterna säljs genom flera försäljningskanaler globalt, traditionella återförsäljare, online återförsäljare och grossister. De huvudsakliga konkurrenterna är företag som Netgear, Buffalo, Belkin, Linksys, D-Link och Asus.

## Tillverkning
TP-Link är ett av de få stora trådlösa nätverksbolagen som tillverkar sina produkter internt. Företaget säger att denna kontroll över komponenter och leveranskedjan är en viktig konkurrensfördel.